# 南要輔
南 要輔（みなみ ようすけ、1994年8月7日 - ）は、東京都青梅市出身の元プロ野球選手（内野手）。右投右打。プロでは育成選手であった。

## 経歴
東海大菅生高校では、3年次の夏に控えとしてベンチ入り。西東京都大会4回戦で都立片倉高校に敗れた。
高校卒業後は、明星大学に進学し硬式野球部に入部する。首都大学リーグの二部で活躍し、4年次の秋には打率.442を記録。首位打者とベストナインを獲得し、チームの二部優勝に貢献した。入れ替え戦でも、城西大学に勝ち越し9季ぶりの一部復帰を決めた。
2016年10月20日、プロ野球ドラフト会議において東北楽天ゴールデンイーグルスから育成ドラフト2巡目で指名され、支度金200万円、年俸250万円で合意、入団。背番号は129に決まった。同期の松原聖弥も読売ジャイアンツから育成ドラフト5巡目で指名され、2人揃って明星大学から初のプロ野球選手となった。
松原は2年目に支配下契約に移行したものの、南は支配下契約を勝ち取れないまま4年間を過ごし、2020年11月5日、戦力外通告を受けた。通告後に現役引退を決断し、会社員となる。

## 詳細情報

### 年度別打撃成績
- 一軍公式戦出場なし

### 背番号
- 129 （2017年 - 2020年）